# Gare de Saint-Martin-du-Vivier
Gare de Saint-Martin-du-Vivier vasútállomás Franciaországban, Saint-Martin-du-Vivier településen.

## Vasútvonalak
Az állomást az alábbi vasútvonalak érintik:
- Amiens–Rouen-vasútvonal

## Kapcsolódó állomások
A vasútállomáshoz az alábbi állomások vannak a legközelebb:
- Gare de Rouen-Rive-Droite
- Gare de Morgny